# Lightning (Schiff, 1827)
Die Lightning, auch HMS Lightning, war das erste Dampfschiff, dass in der offiziellen Schiffsliste der Royal Navy geführt wurde, und es war auch das erste Dampfschiff, das während eines militärischen Konflikts zum Einsatz kam.

## Antrieb
Die Maschine der Lightning stammte von Maudslay Sons & Field, hatte zwei Zylinder mit etwa 1 m Durchmesser und 1,2 m Hub und hatte etwa 100 PS. Während die Maschine während der gesamten Dienstzeit beibehalten wurde, wurden die Kessel dreimal erneuert. Das Schiff konnte in 24 Stunden 420 Seemeilen also etwa 778 Kilometer zurücklegen.

## Geschichte
Kurz nachdem die Lightning in Dienst gestellt worden war, begleitete sie Mörserschiffe nach Algier und wurde bei der Blockade Algiers im Juli 1824 als Schleppschiff verwendet. Am 10. Juli kam es zu einem kurzen Seegefecht, bei dem Lightning zugegen war. Damit war es das erste Dampfschiff, das an einem militärischen Konflikt beteiligt war.
Das Schiff wurde später zu einer Yacht umfunktioniert und am 4. Dezember 1827 unter das Kommando von Commander George Evans gestellt. Der Lord High Admiral, der spätere König Wilhelm IV., veranstaltete damit Hafenrundfahrten. Im Jahr 1828 wollte Captain Charles John Napier das Kommando über die Lightning übernehmen, man unterstellte ihm jedoch die Galatea.
1854 wurde die Lightning in ein Forschungsschiff umgewandelt und operierte während des Krimkriegs in der Ostsee. William Benjamin Carpenter und Charles Wyville Thomson nutzten die Lightning 1868 für ihre Tiefsee-Expedition in den Nordatlantik.

## Liste der Kommandanten
- Commander George Evans, 4. Dezember 1827 – 4. Oktober 1832
- Lieutenant commander Richard Nicholls Williams, 30. November 1838 – September 1840[5]
- Master commander John Tucker
- Master commander George Henry Karr Bower, 1842
- Lieutenant commander William Robert Wolseley Winniett, 5. November 1842
- Master commander John Eaton Petley, 30. Januar 1845 – 7. Februar 1851
- Master commander Henry William Allen, 7. Februar 1851 – 25. Februar 1854
- Captain Bartholomew James Sulivan, 25. Februar 1854 – 12. März 1855
- Lieutenant commander James Carter Campbell, ab 12. März 1855
- Staff commander Timothy W. Sulivan, 5. April 1864
- Lieutenant commander Edward Wolfe Brooker, 2. Januar 1865

## Prominente Crewmitglieder
- Mate Matthew William Kemble Connolly, bis 9. März 1842